# 男と女3
『男と女3 -TWO HEARTS TWO VOICES-』（おとことおんな スリー）は、2010年9月29日に発売された稲垣潤一3枚目のデュエット・アルバム(CD: UICZ-4234)。

## 解説
12人の女性アーティストとのデュエットによる通算3枚目のアルバム。松任谷由実のカバーは前作・前々作と異なる楽曲が採用されている。オリジナルカラオケCDが付いた2枚組の『男と女3 -TWO HEARTS TWO VOICES- Special Edition』が同日リリース（CD2枚組: UICZ-4235/6）。

## 収録曲
1. 愛が止まらない （Originally titled as TURN IT INTO LOVE）（duet with 相川七瀬）
  - 作詞・作曲：Mike Stock/Matt Aitken/Pete Waterman　日本語詞：及川眠子　
  - 編曲：佐藤準
  - オリジナルはWink[1]。1988年11月16日リリース
  - 相川七瀬 by the courtesy of motorod/AVEX ENTERTAINMENT INC.
2. 浪漫飛行 （duet with NOKKO）
  - 作詞・作曲：米米CLUB　編曲：鳥山雄司
  - オリジナルは米米CLUB。1990年4月8日リリース
3. 異邦人 （duet with 荻野目洋子）
  - 作詞・作曲：久保田早紀　編曲：大坪稔明
  - オリジナルは久保田早紀。1979年10月1日リリース
  - 荻野目洋子 by the courtesy of Victor Entertainment, Inc.
4. TOMORROW （duet with 玉城千春 from Kiroro）
  - 作詞・作曲：岡本真夜　編曲：鳥山雄司
  - オリジナルは岡本真夜。1995年5月10日リリース
  - 玉城千春 (from Kiroro) by the courtesy of Victor Entertainment, Inc.
5. 恋心 （duet with 杏子)
  - 作詞・作曲：織田哲郎　編曲：清水信之
  - オリジナルは相川七瀬。1996年10月7日リリース
  - 杏子 by the courtesy of Augusta Records/Ariola Japan Inc.
6. シルエット・ロマンス （duet with 川嶋あい）
  - 作詞：来生えつこ　作曲：来生たかお　編曲：大坪稔明
  - オリジナルは大橋純子。1981年11月5日リリース
  - 川嶋あい by the courtesy of TSUBASA RECORDS CO.LTD
7. 笑顔の行方 （duet with 水樹奈々）
  - 作詞：吉田美和　作曲：中村正人　編曲：佐藤準
  - オリジナルはDREAMS COME TRUE。1990年2月10日リリース
  - 水樹奈々 by the courtesy of KING RECORDS Co., Ltd.
  - 本田雅人 by the courtesy of Sony Music Japan International Inc.
8. あなたに会えてよかった （duet with 島谷ひとみ）
  - 作詞：小泉今日子　作曲：小林武史　編曲：清水信之
  - オリジナルは小泉今日子。1991年5月21日リリース
  - 島谷ひとみ by the courtesy of AVEX ENTERTAINMENT INC.
9. また君に恋してる （duet with 藤本美貴）
  - 作詞：松井五郎　作曲：森正明　編曲：大坪稔明
  - オリジナルはビリー・バンバン。2007年11月7日リリース
  - 藤本美貴 by the courtesy of UP-FRONT WORKS
  - 本田雅人 by the courtesy of Sony Music Japan International Inc.
10. 埠頭を渡る風 （duet with EPO）
  - 作詞・作曲：松任谷由実　編曲：大坪稔明
  - オリジナルは松任谷由実。1978年10月5日リリース
  - EPO by the courtesy of WARNER MUSIC JAPAN INC.
  - 本田雅人 by the courtesy of Sony Music Japan International Inc.
11. 夢をあきらめないで （duet with 小比類巻かほる）
  - 作詞・作曲：岡村孝子　編曲：鳥山雄司
  - オリジナルは岡村孝子。1987年2月4日リリース
12. オリビアを聴きながら （duet with ヘイリー）
  - 作詞・作曲：尾崎亜美　編曲：佐藤準
  - オリジナルは杏里。1978年11月5日リリース
  - Hayley Westenra by the courtesy of Decca Music Group

## 参加ミュージシャン
元T-SQUAREのサクソフォーン奏者・本田雅人が本作に参加。『笑顔の行方』ではアルト・サクソフォーン、『また君に恋してる』ではソプラノ・サクソフォーン、『埠頭を渡る風』ではフルートを演奏。

## 参照
1. ↑  正確には、Hazell DeanのTurn It Into LoveをWINKが日本語訳でカヴァーした楽曲をオリジナルとしている。